# With Feeling
With Feeling è l'ultimo album come leader di Lem Winchester, pubblicato dalla Prestige Records (e dalla Moodsville Records) nel 1961, anno di scomparsa dell'artista.
Il disco fu registrato il 7 ottobre 1960 negli studi di Rudy Van Gelder a Englewood Cliffs nel New Jersey (Stati Uniti).

## Tracce
Lato A
1. Why Don't They Understand – 4:31 (Jack Fishman)
2. Butterfly – 4:30 (Patricia Bradshaw)
3. With a Song in My Heart – 4:28 (Lorenz Hart, Richard Rodgers)
4. But Beautiful – 4:10 (Johnny Burke, James Van Heusen)

Lato B
1. Skylark – 4:28 (Hoagy Carmichael, Johnny Mercer)
2. To Love and Be Loved – 3:48 (Sammy Cahn, James Van Heusen)
3. The Kids – 3:59 (Lem Winchester)
4. My Romance – 4:05 (Lorenz Hart, Richard Rodgers)

## Musicisti
- Lem Winchester - vibrafono
- Richard Wyands - pianoforte
- George Duvivier - contrabbasso
- Roy Haynes - batteria